# Suíça nos Jogos Olímpicos de Inverno de 1972
A Suíça competiu nos Jogos Olímpicos de Inverno de 1972, realizados em Sapporo, Japão.